# ازکیل لونا
ازکیل لونا (انگلیسی: Ezequiel Luna؛ زادهٔ ۱۹ نوامبر ۱۹۸۶) بازیکن فوتبال اهل آرژانتین است که برای باشگاه شیلیایی سن لوئیس در پست مدافع بازی می‌کند.